# Grupo abeliano
Em álgebra abstrata, um grupo abeliano, chamado também de grupo comutativo, é um grupo {\displaystyle (G,*)} em que {\displaystyle a*b=b*a} para quaisquer {\displaystyle a} e {\displaystyle b} em {\displaystyle G}. Em outras palavras, a aplicação da operação binária não depende da ordem dos elementos do grupo (i.e. a operação é comutativa). Os grupos abelianos receberam esse nome devido a Niels Henrik Abel. Os grupos que não são comutativos são chamados não-abelianos (ou não-comutativos).
O conceito de grupo abeliano é a base de muitas estruturas algébricas fundamentais, como corpos, anéis, espaços vetoriais e álgebras. Em geral, a teoria dos grupos abelianos é mais simples do que a dos não abelianos, e os grupos abelianos finitos são bem compreendidos. Por outro lado, os grupos abelianos infinitos são um tópico de pesquisa científica atual.
Os Grupos abelianos podem ser classificados conforme suas caracteristicas, as principais classificações são de Grupos abelianos livres, Grupos abelianos de tipo finito, Grupos abelianos divisíveis.

## Grupos abelianos livres
Chamamos um grupo abeliano livre um grupo abeliano que é livre como um ℤ- módulo, isto é, que tem uma base .
Como os espaços vetoriais , os grupos abelianos livres são classificados por sua classificação, definida como o cardeal de uma base, e qualquer subgrupo de um grupo abeliano livre é ele próprio abeliano livre. Qualquer grupo abeliano é, portanto, isomorfo ao quociente de um grupo abeliano livre por um subgrupo abeliano livre.

## Grupos Abelianos de tipo finito
Eles são, por definição, os grupos abelianos que têm uma parte geradora finita: portanto, em particular os grupos abelianos finitos e as redes de um espaço euclidiano.
Os produtos finitos, os quocientes, mas também os subgrupos de grupos abelianos de tipo finito são eles próprios de tipo finito. Um teorema de estrutura de grupos abelianos de tipo finito permite esclarecer a lista completa desses grupos até o isomorfismo; mostra em particular que qualquer grupo abeliano de tipo finito é um produto finito de grupos cíclicos . Em particular, um grupo abeliano de tipo finito que não possui elemento de ordem finita ,exceto o neutro, é abeliano livre.

## Grupos divisíveis
Diz-se que um grupo abeliano G é divisível quando, para qualquer inteiro n > 0, G = nG . Seus arquétipos são o grupo aditivo ℚ de números racionais e os grupos p - Prüfer . Um teorema de estrutura de grupos abelianos divisíveis mostra que qualquer grupo divisível é uma soma direta (finita ou infinita) de cópias desses modelos. 

## Notação
Há duas convenções principais para os grupos abelianos - aditivos e multiplicativos.
| Convenção     | Operação    | Identidade | Potência | Inverso | Produto |
| ------------- | ----------- | ---------- | -------- | ------- | ------- |
| Adição        | x + y       | 0          | nx       | −x      | G ⊕ H   |
| Multiplicação | x * y ou xy | e ou 1     | xn       | x −1    | G × H   |

A notação multiplicativa é a notação usual para grupos, quando a notação aditiva for à notação usual para os módulos. Ao estudar grupos abelianos à parte de outros grupos, a notação aditiva é usada geralmente. 
Exemplos: Cada grupo cíclico G é abeliano, porque se x, y estiver em G, então xy = aman = am + n = an + m = anam = yx.
Assim os inteiros, Z, dão forma a um grupo abeliano sob a adição, como os inteiros módulo n, Z/nZ.
Cada anel é um grupo abeliano respeitando a sua operação da adição. Em um anel comutativo os elementos invertíveis (também chamados de unidades), dão forma a um grupo multiplicativo abeliano.
De fato, os números reais são um grupo abeliano sob a adição, e os números reais sem ser o zero são um grupo abeliano sob a multiplicação. Cada subgrupo de um grupo abeliano é normal, de modo que cada um de tais subgrupos dá origem a um grupo quociente. Os subgrupos, os quocientes, e as somas diretas de grupos abelianos são também abelianos.
As matrizes, mesmo matrizes invertíveis, não dão forma a um grupo abeliano sob a multiplicação porque a multiplicação de matrizes arbitrárias de ordem maior ou igual a dois não é comutativa.

## Tabela multiplicativa
Para verificar que um grupo finito é abeliano, uma tabela (matriz) – conhecida como uma tabela de Cayley - pode ser construída em uma forma similar a uma tabela de multiplicação. Se o grupo for denotado por {\displaystyle G={g_{1}=e,g_{2},\ldots ,g_{n}}}, sua operação por {\displaystyle \cdot }, a entrada {\displaystyle (i,j)} desta tabela é o produto {\displaystyle g_{i}\cdot g_{j}}. O grupo é abeliano se e somente se esta tabela é simétrica em relação à diagonal principal (isto é, se a matriz for uma matriz simétrica).

## Propriedades
Se n for um número natural e x for um elemento de um grupo abeliano G escrito aditivamente, então nx pode ser definido (indutivamente) como {\displaystyle x+x+\ldots +x} e {\displaystyle (-n)x=-(nx)}. Deste modo, G transforma-se em um módulo sobre o anel Z dos inteiros. De fato, os demais Z-módulos podem ser identificados com os grupos abelianos.
Os teoremas sobre os grupos abelianos (isto é módulos sobre o domínio de ideais principais Z) podem frequentemente ser generalizados aos teoremas a respeito de módulos sobre um domínio de ideais principais arbitrário. Um exemplo típico é a classificação dos grupos abelianos finitamente gerados.
Se f, g: O → H de G são dois homomorfismos de grupo entre grupos abelianos, então  sua soma f + g, definida por (f + g)(x) = f(x) + g(x), é também um homomorfismo (isto não é verdadeiro se H for um grupo não-abeliano). O conjunto Hom(G, H) de todos os homomorfismos do grupo G para o grupo H torna-se assim um grupo abeliano.

## Grupos abelianos finitos
O teorema fundamental dos grupos abelianos finitos estabelece que todo grupo abeliano finito G pode ser expresso como a soma direta de subgrupos cíclicos de ordem prima. Este é um caso especial do teorema fundamental dos grupos abelianos finitamente gerados no caso em que G tem ordem livre de torção igual a 0.
O grupo cíclico {\displaystyle \mathbb {Z} _{mn}} de ordem mn é isomorfo ao produto direto de {\displaystyle \mathbb {Z} _{m}} e {\displaystyle \mathbb {Z} _{n}} se e somente se m e n são coprimos. Consequentemente qualquer grupo abeliano G pode ser escrito como um produto direto da forma
{\displaystyle \mathbb {Z} _{k_{1}}\oplus \cdots \oplus \mathbb {Z} _{k_{u}}}
em uma das seguintes formas canônicas:
- Os números k1,...,ku são potências de primos.
- O inteiro k1 divide k2, que divide k3 e assim sucessivamente até ku.

### Exemplo
Este teorema pode ser usado para se determinar todos os grupos abelianos de ordem 72 = 2³ 3². Tem-se o grupo cíclico {\displaystyle \mathbb {Z} _{72}=\mathbb {Z} _{8}\times \mathbb {Z} _{9}}.
Os demais grupos podem ser determinados pelas duas formas de escrever (como produtos de grupos cíclicos em que cada um é de ordem múltipla do anterior, ou como produtos de potências de números primos).
Como produtos de potências, temos as seguintes (outras) decomposições de 72:
72 = 23 x 3 x 3 = 2 x 22 x 32 = 2 x 22 x 3 x 3 = 2 x 2 x 2 x 32 = 2 x 2 x 2 x 3 x 3
Como sequências de números em que o seguinte é múltiplo do anterior, temos as decomposições de 72:
72 = 2 x 36 = 2 x 2 x 18 = 3 x 24 = 6 x 12 = 2 x 6 x 6
Ou seja, os grupos de ordem 72 que não são cíclicos são:
{\displaystyle \mathbb {Z} _{2}\times \mathbb {Z} _{36}=\mathbb {Z} _{2}\times \mathbb {Z} _{4}\times \mathbb {Z} _{9}}
{\displaystyle \mathbb {Z} _{2}\times \mathbb {Z} _{2}\times \mathbb {Z} _{18}=\mathbb {Z} _{2}\times \mathbb {Z} _{2}\times \mathbb {Z} _{2}\times \mathbb {Z} _{9}}
{\displaystyle \mathbb {Z} _{3}\times \mathbb {Z} _{24}=\mathbb {Z} _{8}\times \mathbb {Z} _{3}\times \mathbb {Z} _{3}}
{\displaystyle \mathbb {Z} _{6}\times \mathbb {Z} _{12}=\mathbb {Z} _{2}\times \mathbb {Z} _{4}\times \mathbb {Z} _{3}\times \mathbb {Z} _{3}}
{\displaystyle \mathbb {Z} _{2}\times \mathbb {Z} _{6}\times \mathbb {Z} _{6}=\mathbb {Z} _{2}\times \mathbb {Z} _{2}\times \mathbb {Z} _{2}\times \mathbb {Z} _{3}\times \mathbb {Z} _{3}}

## Grupo abelianos de ordem pequena
Os grupos abelianos finitos são classificados facilmente: eles são grupos cíclicos ou produtos diretos de grupos cíclicos.
| Ordem | Grupo                        | Subgrupos                                       | Propriedades                                                                                         | Diagrama de ciclos |
| ----- | ---------------------------- | ----------------------------------------------- | --- | ------------------ |
| 1     | grupo trivial = Z1 = S1 = A2 | -                                               | várias propriedades são válidas trivialmente                                                         |                    |
| 2     | Z2 = S2 = Dih1               | -                                               | simples, o menor grupo não trivial                                                                   |                    |
| 3     | Z3 = A3                      | -                                               | simples                                                                                              |                    |
| 4     | Z4                           | Z2                                              | |                    |
| 4     | Klein 4 = Z2 × Z2 = Dih2     | Z2 (3)                                          | o menor grupo não cíclico                                                                            |                    |
| 5     | Z5                           | -                                               | simples                                                                                              |                    |
| 6     | Z6 = Z3 × Z2                 | Z3 , Z2                                         | |                    |
| 7     | Z7                           | -                                               | simples                                                                                              |                    |
| 8     | Z8                           | Z4 , Z2                                         | |                    |
| 8     | Z4 × Z2                      | Z 2 , Z4 (2), Z2 (3)                            | |                    |
| 8     | Z 3 2                        | Z 2 (7) , Z2 (7)                                | os elementos não triviais correspondem aos pontos do plano de Fano, e os subgrupos Z2 × Z2 às rectas |                    |
| 9     | Z9                           | Z3                                              | |                    |
| 9     | Z 2 3                        | Z3 (4)                                          | |                    |
| 10    | Z10 = Z5 × Z2                | Z5 , Z2                                         | |                    |
| 11    | Z11                          | -                                               | simples                                                                                              |                    |
| 12    | Z12 = Z4 × Z3                | Z6 , Z4 , Z3 , Z2                               | |                    |
| 12    | Z6 × Z2 = Z3 × Z 2           | Z6 (3), Z3, Z2 (3), Z 2                         | |                    |
| 13    | Z13                          | -                                               | simples                                                                                              |                    |
| 14    | Z14 = Z7 × Z2                | Z7 , Z2                                         | |                    |
| 15    | Z15 = Z5 × Z3                | Z5 , Z3                                         | multiplicação de nimbers                                                                             |                    |
| 16    | Z16                          | Z8 , Z4 , Z2                                    | |                    |
| 16    | Z 4 2                        | Z2 (15) , Z 2 (35) , Z 3 2 (15)                 | |                    |
| 16    | Z4 × Z 2                     | Z2 (7) , Z4 (4) , Z 2 (7) , Z 3 2 , Z4 × Z2 (6) | |                    |
| 16    | Z8 × Z2                      | Z2 (3) , Z4 (2) , Z 2 , Z8 (2) , Z4 × Z2        | |                    |
| 16    | Z 2 4                        | Z2 (3), Z4 (6) , Z 2 , Z4 × Z2 (3)              | |                    |

## Relação com outros tópicos matemáticos
A coleção de todos os grupos abelianos, junto com os homomorfismos entre eles, dá forma a uma categoria, o protótipo de uma categoria abeliana. Esta categoria é denominada Ab.
Muitos grupos abelianos grandes carregam uma topologia natural, tornado-se grupos topológicos.